# 6525 Ocastron
6525 Ocastron è un asteroide della fascia principale. Scoperto nel 1992, presenta un'orbita caratterizzata da un semiasse maggiore pari a 2,4861398 UA e da un'eccentricità di 0,1028359, inclinata di 3,25072° rispetto all'eclittica.
L'asteroide è stato denominato così in riconoscimento all'Orange County Astronomers, un'organizzazione no-profit americana nota per il suo lavoro di divulgazione.